# Garra dembeensis
Garra dembeensis es una especie de peces de la familia de los Cyprinidae en el orden de los Cypriniformes.

## Morfología
Los machos pueden llegar alcanzar los 11 cm de longitud total.

## Hábitat
Es un pez de agua dulce.

## Distribución geográfica
Se encuentra en el lago Tana, el Nilo Azul, el río Omo, la cuenca del lago Chad y desde el África Oriental hasta el  Camerún.